# مسجد ضریر
مسجد ضریر مربوط به اواخر دوره صفوی است و در مراغه، شمال شرقی میدان خواجه نصیر، کوچه موسویها واقع شده و این اثر در تاریخ ۱۰ خرداد ۱۳۸۲ با شمارهٔ ثبت ۸۹۰۸ به‌عنوان یکی از آثار ملی ایران به ثبت رسیده است.